# Pozo de los Frailes
Pozo de los Frailes è un villaggio nel comune di Níjar, Almería (Spagna), all'interno del parco naturale del capo di Gata-Nijar, molto vicino a San Jose.  Ha 425 abitanti. Di questi, il 66% sono spagnoli, il 14% italiani, il 10% britannici, il 6% tedeschi e il 4% di altre origini.  Questo villaggio ha attrazioni speciali come una ruota panoramica chiamata ruota panoramica di sangue, così come bellissimi paesaggi.